# Akinfi Demidov
 (février 2019).
Si vous disposez d'ouvrages ou d'articles de référence ou si vous connaissez des sites web de qualité traitant du thème abordé ici, merci de compléter l'article en donnant les références utiles à sa vérifiabilité et en les liant à la section « Notes et références ».
Pour les articles homonymes, voir Demidov.
Akinfi Nikititch Demidov ou Demidoff (en russe : Акинфий Никитич Демидов) est un industriel russe né en 1678 et mort en 1745.

## Biographie
Fils aîné de Nikita Demidoff, Akinfi Demidoff accrut la richesse de la famille Demidoff qui devint, grâce à lui, l'une des plus importantes dynasties industrielles de Russie.
Entre 1717 et 1735, il construisit au moins neuf fonderies d'aciers et manufactures d'armes et il créa des mines de fer et de cuivre dans l'Oural et en Sibérie occidentale. Il créa également des mines d'or et d'argent dans l'Altaï et des mines de pierres précieuses et semi-précieuses.
Il fit construire à Neviansk la fameuse tour penchée, dont l'usage reste en partie mystérieux. Elle comprend des chambres souterraines et des passages secrets vers l'une de ses usines.
Pour ses services, le Tsar Pierre le Grand lui conféra, ainsi qu'à ses frères, la noblesse héréditaire.
À la fin de sa vie, Akinfi Demidoff possédait vingt-cinq fonderies de fer ou de cuivre et était considéré comme l'homme le plus riche de Russie après le Tsar.
Il eut trois fils :
- Prokofi Demidoff (1710-1786) ;
- Grigori Demidoff (1715-1761) ;
- Nikita Akinfievitch Demidoff (1724-1789).